# Koloman Bobor
Koloman Bobor (? – ?) byl maďarský meziválečný fotbalista, útočník.

## Fotbalová kariéra
V československé lize hrál za SK Slavia Praha a DFC Prag. V sezóně 1928–1929 získal se Slavií mistrovský titul.

## Ligová bilance
| Ročník                      | Zápasy | Góly | Klub            |
| --------------------------- | ------ | ---- | --------------- |
| Asociační liga 1925         | 6      | 2    | DFC Prag        |
| Středočeská 1. liga 1927/28 | -      | 0    | SK Slavia Praha |
| Středočeská 1. liga 1928/29 | 1      | -    | SK Slavia Praha |
| CELKEM                      |        |      |                 |